# قائمة ملوك السعودية
قائمة ملوك السعودية أو آل سعود هي الأسرة الحاكمة في السعودية، ويعتبر عبد العزيز بن عبد الرحمن آل سعود أول ملك للسعودية بشكلها الحديث وذلك بعد توحيد مناطقها تحت مسمى المملكة العربية السعودية في 21 جمادى الأولى 1351 هـ الموافق 23 سبتمبر 1932م واتخذ لقب «جلالة ملك المملكة العربية السعودية»، وفي عام 1352هـ (1933م) عيّن ابنه الأكبر سعود بن عبد العزيز وليّاً للعهد بعد الموافقة وأخذ البيعة له، وقد كان يسانده في أمور الدولة، وفي الحجاز كان ينوب عنه ابنه فيصل بن عبد العزيز. استمر عبد العزيز في الحكم إلى أن توفي في الطائف سنة 1373 هـ (1953م).
بعد وفاة الملك عبد العزيز تمت مبايعة ابنه سعود ملكاً سنة 1373هـ (1953م)، وفي عهده تمت العديد من الإصلاحات الداخلية والمشروعات العمرانية من أهمها، إنشاء مجلس الوزراء وإسناد رئاسته إلى فيصل بن عبد العزيز، والنهضة التعليمية التي تم فيها تحويل مديرية المعارف إلى وزارة المعارف وعيّن فهد بن عبد العزيز وزيراً للمعارف، وعمل على توسعة المسجد النبوي الذي اعُتمد مشروعه في عهد الملك عبد العزيز، ثم توسعة المسجد الحرام. أما فيما يتعلق بالإعلام فقد عمل على إنشاء المؤسسات الصحافية الأهلية، وأنشأ العديد من الإذاعات، كما أنشأ وزارة الإعلام سنة 1381 هـ وأسس التلفزيون في 1383 هـ. في 1383 هـ (1964م) مرض الملك سعود ولم يعد قادراً على التصرف في شؤون الحكم الأمر الذي استوجب عزله في 1384 هـ، وتعيين أخاه فيصل بدلاً عنه، وفي 1388 هـ (1969م) توفي الملك سعود في أثينا باليونان.
بعد أن تولى الملك فيصل الحكم عمل على أمور عدة أبرزها، العمل على ضم جامعة الملك عبد العزيز الأهلية إلى الدولة وتحويل الكليات والمعاهد العلمية إلى جامعة أصبحت فيما بعد جامعة الإمام محمد بن سعود الإسلامية، كما عمل على تحويل كلية البترول إلى جامعة البترول والمعادن. في عهده كانت تدور الصراعات العربية الإسرائيلية وفي حرب العاشر من رمضان 1393 هـ الموافق السادس من أكتوبر 1973م حيث كانت السعودية إحدى الدول المشاركة في الحرب، وأمر بقطع إمداد البترول عن الدول المؤيدة لإسرائيل، فكان مسانداً لتلك القضية ماديّاً ومعنوياً إلى أن قُتِل سنة 1395 هـ (1975م).
في عام 1395 هـ / 1975 تولى الملك خالد الحكم، فشهدت المملكة في عهده تطوراً ملحوظاً في البناء والتنمية، وترأس العديد من المؤتمرات المحلية والإقليمية في شتى المجالات السياسية والاقتصادية والاجتماعية، وترأس عدة مؤتمرات إسلامية، ويُعد من مؤسسي مجلس التعاون الخليجي، وحضر أول مؤتمر قمة له والذي أقيم في عام 1401 هـ (1981م). كان عهده يتميز بالرخاء الاقتصادي فعمل على تطوير عدد من المرافق، فشهدت النهضة التعليمية تطوراً كبيراً، حيث افتتحت جامعة الملك فيصل بالدمام وجامعة أم القرى بمكة المكرمة، وفي المجال السياسي فقد اهتم بعدد من القضايا العربية والإسلامية، من أبرزها القضية الفلسطينية، ودعم المجاهدين الأفغان إبان الحرب السوفيتية في أفغانستان ومساعدتهم في المحافل السياسية منها والإقليمية. توفى الملك خالد في الطائف سنة 1402 هـ (1982م).
في سنة 1402 هـ 1982 تولى الملك فهد الحكم واتخذ لقب خادم الحرمين الشريفين، وفي عهده برزت العديد من الإنجازات على الصعيد الإسلامي، أهمها مشروع خادم الحرمين الشريفين لعمارة الحرمين الشريفين، وتوسعتهما كي يستوعب المسجد الحرام أكثر من مليون ونصف مليون مصل والحرم المدني أكثر من مليون ومائتي ألف مصل، بالإضافة إلى تطوير المناطق المحيطة بها. بالإضافة إلى مواقفه في القضايا العربية والإسلامية التي من أهمها القضية الفلسطينية من حيث الدعم السياسي والمادي والمعنوي، وفي عهده نهضت البلاد حضارياً شملت العديد من المرافق، فقد تطور التعليم في عهده وازدهرت الحركة العمرانية، ونمت النهضة الصناعية. كما شهدت المملكة في عهده نهضة زراعية كبيرة إذ قدمت الدولة دعماً كبيراً لوزارة الزراعة بحيث تطورت الزراعة خاصة في مجال القمح. توفي سنة 1426 هـ (2005م)، بعد أن استمر حكمه نحو 24 عاماً.
في 26 جمادى الآخرة 1426 هـ الموافق 1 أغسطس 2005م تولى الملك عبد الله الحكم واحتفظ بلقب خادم الحرمين الشريفين، وعيّن سلطان بن عبد العزيز ولياً للعهد ونايف بن عبد العزيز نائباً ثانياً لرئيس مجلس الوزراء، لكن سلطان توفي في 24 ذو القعدة 1432 هـ الموافق 22 أكتوبر 2011، فخلفه نايف بن عبد العزيز الذي استمر إلى وفاته في 26 رجب 1433 هـ الموافق 16 يونيو 2012، ثم عُيّن سلمان وليّاً للعهد. في عهد الملك عبد الله تطورت مختلف القطاعات، من أبرزها توسعة المسجد الحرام والمسجد النبوي، وزيادة عدد الجامعات والكليات وإنشاء جامعة الملك عبد الله للعلوم والتقنية، بالإضافة إلى برنامج خادم الحرمين الشريفين للابتعاث الخارجي، والأمر بإنشاء عدد من المدن الاقتصادية. استمر حكم الملك عبد الله إلى وفاته في 3 ربيع الآخر 1436 هـ الموافق 23 يناير 2015.
وفي 3 ربيع الآخر 1436 هـ الموافق 23 يناير 2015 بويع سلمان بن عبد العزيز آل سعود ملكاً على البلاد، كما بويع مقرن بن عبد العزيز آل سعود وليّاً للعهد. ولاحقاً عين محمد بن نايف بن عبد العزيز ليكون وليّاً للعهد، ومحمد بن سلمان بن عبد العزيز وليّاً لوليّ العهد. وبعد قرابة السنة ونصف السنة صدر أمر ملكي بإعفاء الأمير محمد بن نايف بن عبد العزيز من منصبه ولياً للعهد وعين الملك نجله الأمير محمد بن سلمان بن عبد العزيز ليكون ولياً للعهد في 26 رمضان 1438هـ الموافق 21 يونيو 2017م.

## الألقاب التشريفيّة
صاحب الجلالة
منذ تولّي عبد العزيز بن عبد الرحمن آل سعود مقاليد الحكم في البلاد وإعلانها مملكة كان اللقب المستخدم «صاحب الجلالة» و«جلالة الملك»، واستمر اللقب مع أبنائه كذلك، في عهد كل من سعود، وفيصل، وخالد، إلى عهد فهد بن عبد العزيز الذي أمر بتغييره إلى «خادم الحرمين الشريفين» ويخاطب به بصفة رسميّة.
خادم الحرمين الشريفين
يعود لقب خادم الحرمين الشريفين تاريخيّاً إلى صلاح الدين الأيوبي حيث يعتبر أنه أول من حمل اللقب، وأن السلطان سليم الأول أحد السلاطين العثمانيين أول من لُقب به من بعده، وكذلك السلطان المملوكي الأشرف أبو النصر برسباي الذي اتخذ ذات اللقب. في العهد السعودي كان أول من استعمل لقب «خادم الحرمين الشريفين» هو فيصل بن عبد العزيز، عندما تمت صناعة ستارة الكعبة في عهده، وكُتب عليها «في عهد حضرة صاحب الجلالة الملك فيصل بن عبد العزيز آل سعود»، فرفض الصيغة المكتوبة، وأمر بتعديلها إلى «في عهد خادم الحرمين الشريفين». أما أول من استخدم اللقب رسمياً فهو فهد بن عبد العزيز، الذي كان قد أمر بتغيير لقب «صاحب الجلالة» إلى «خادم الحرمين الشريفين» وكان ذلك سنة 1407 هـ الموافقة لسنة 1986م، ليكون بذلك أول ملك يُلقب به رسمياً. عقب وفاة الملك فهد، وتولي عبد الله بن عبد العزيز الحكم، في 1 أغسطس 2005م، احتفظ باللقب، وبعد وفاته ومبايعة ولي عهده سلمان بن عبد العزيز ملكاً على البلاد في 23 يناير 2015م، تمسك الملك سلمان بلقب «خادم الحرمين الشريفين».

## القائمة
| التسلسل                                                                        | الملك                                                | صورة | بداية الفترة                             | نهاية الفترة                             | طول الفترة                | مُلاحظات |
| ------------------------------------------------------------------------------ | ---------------------------------------------------- | ---- | ---------------------------------------- | ---------------------------------------- | ------------------------- | --- |
| المملكة العربية السعودية (17 جمادى الأولى 1351 هـ/ 23 سبتمبر 1932م – حتى الآن) |                                                      |      |                                          |                                          |                           | |
| 1                                                                              | عبد العزيز بن عبد الرحمن آل سعود صاحب الجلالة        |      | 17 جمادى الأولى 1351 هـ/ 23 سبتمبر 1932م | 2 ربيع الأول 1373 هـ / 9 نوفمبر 1953م    | 21 سنةً، و47 يومًا          | - توحيد جميع أراضي البلاد، وتم اتخاذ مسمى المملكة العربية السعودية في 21 جمادى الأولى 1351 هـ الموافق 23 سبتمبر 1932م. - عيّن ابنه سعود وليّاً للعهد، وعيّن ابنه فيصل على الحجاز بالنيابة. - حكم حتى مماته.                                                                                  |
| 2                                                                              | سعود بن عبد العزيز آل سعود صاحب الجلالة              |      | 2 ربيع الأول 1373 هـ / 9 نوفمبر 1953م    | 27 جمادى الآخرة 1384 هـ / 2 نوفمبر 1964م | 10 سنواتٍ، و259 يومًا       | - تمت مبايعته بالحكم بعد وفاة والده عبد العزيز سنة 1373 هـ / 1953م. - تم إنشاء مجلس الوزراء، وحولت مديرية المعارف إلى وزارة المعارف. - توسعة المسجد النبوي التي اعتمدت في عهد والده، وتوسعة المسجد الحرام. - خلع سنة 1384 هـ / 1964م لمرضه، وتوفي في أثينا باليونان سنة 1388 هـ / 1969م. |
| 3                                                                              | فيصل بن عبد العزيز آل سعود صاحب الجلالة              |      | 27 جمادى الآخرة 1384 هـ / 2 نوفمبر 1964م | 12 ربيع الأول 1395 هـ / 25 مارس 1975م    | 10 سنواتٍ، و143 يومًا       | - تمت مبايعته بالحكم بعد خلع أخيه الملك سعود. - عمل على تحويل جامعة الملك عبد العزيز الأهلية إلى حكومية. - في عهده أمر بقطع إمداد البترول عن الدول المؤيدة لإسرائيل. - اغتيل سنة 1395 هـ / 1975م على يد فيصل بن مساعد.                                                                   |
| 4                                                                              | خالد بن عبد العزيز آل سعود صاحب الجلالة              |      | 12 ربيع الأول 1395 هـ / 25 مارس 1975م    | 21 شعبان 1402 هـ / 13 يونيو 1982م        | 7 سنواتٍ، و80 يومًا         | - يُعد من مؤسسي مجلس التعاون الخليجي. - افتتح جامعة الملك فيصل بالدمام، وجامعة أم القرى بمكة المكرمة. - دعم المجاهدين الأفغان إبّان الحرب السوفيتية في أفغانستان. - حكم حتى مماته. |
| 5                                                                              | فهد بن عبد العزيز آل سعود خادم الحرمين الشريفين      |      | 21 شعبان 1402 هـ / 13 يونيو 1982م        | 26 جمادى الآخرة 1426 هـ / 1 أغسطس 2005م  | 23 سنةً، و49 يومًا          | - اتخذ لقب خادم الحرمين الشريفين بدلاً عن صاحب الجلالة. - قيامه بمشروع لعمارة الحرمين الشريفين، وتوسعتهما. - استمر حكمه نحو 24 عاماً، شهدت فيها البلاد نهضة حضارية. - حكم حتى مماته. |
| 6                                                                              | عبد الله بن عبد العزيز آل سعود خادم الحرمين الشريفين |      | 26 جمادى الآخرة 1426 هـ / 1 أغسطس 2005م  | 3 ربيع الآخر 1436 هـ / 23 يناير 2015م    | 9 سنواتٍ، و175 يومًا        | - احتفظ بلقب خادم الحرمين الشريفين. كما قام بتوسعة الحرمين الشريفين. - زيادة عدد الجامعات والكليات في مختلف المناطق، بالإضافة إلى إنشاء جامعة الملك عبد الله للعلوم والتقنية، وكذلك برنامج الابتعاث الخارجي. - الأمر بإنشاء عدد من المدن الاقتصادية والصناعية. - حكم حتى مماته.          |
| 7                                                                              | سلمان بن عبد العزيز آل سعود خادم الحرمين الشريفين    |      | 3 ربيع الآخر 1436 هـ / 23 يناير 2015م    | حتى الآن                                 | 10 سنواتٍ و3 أشهرٍ و24 يومًا | - احتفظ بلقب خادم الحرمين الشريفين. - عيّن مقرن بن عبد العزيز وليّاً للعهد، ومحمد بن نايف وليّاً لولي العهد. لاحقاً قام بتعيين محمد بن نايف وليّاً للعهد ومحمد بن سلمان وليّاً لوليّ العهد. لاحقاً قام بتعيين محمد بن سلمان ولياً للعهد. - كان وليّاً للعهد، ويشغل منصب وزير الدفاع قبل توليه الحكم.    |